# جين موراي ووكر
جين موراي ووكر (بالإنجليزية: Jeanne Murray Walker) هي كاتِبة وشاعرة أمريكية، ولدت في 27 مايو 1944 في باركيرس برايري في الولايات المتحدة.